# Hitomi Yaida
Hitomi Yaida (jap. 矢井田 瞳; * 28. Juli 1978 in Toyonaka, Präfektur Osaka, Japan), auch Yaiko (ヤイコ) genannt, ist eine japanische Folk-Rock-Sängerin, Songwriterin und Gitarristin.

## Leben
Sie graduierte an der Kansai-Universität in französischer Sprache und Literatur. Ihr Vater, Osamu Yaida, ist ein Professor an der Frauenuniversität Kyōto. Obwohl sie noch nie öffentlich gespielt hatte, schickte sie aus einer Laune heraus ein Demotape an einen lokalen Produzenten in Osaka. Azora Records veröffentlichte ihren ersten Song Howling, welcher zuerst nur bei den drei größten Radiostationen in Tokio gespielt wurde. Sie unterschrieb danach einen Vertrag bei Toshiba EMI und veröffentlichte ihre Singles B’Coz I Love You und My Sweet Darlin’. Danach folgte ihr erstes Album Dayia-Monde.
Yaida heiratete am 29. Juli 2007. Über ihren Ehemann ist nur bekannt, dass er ein Jahr älter ist und für eine Musikgesellschaft arbeitet.

## Trivia
Sie liebt es mit Anagrammen zu „spielen“. So ist der Titel ihres ersten Albums daiya-monde ein Anagramm ihres Namens, verbunden mit dem französischen «monde» – übersetzt „Yaidas Welt“ oder auch eine Interpretation des englischen Wortes „diamond“. i/flancy ist ein Anagramm für „I can fly“, ein Songtitel des dritten Albums, während der Titel ihres Albums Air/Cook/Sky ein Anagramm für „Yaiko Rocks“ darstellt.

## Rezeption
Nach Ken Hirai und Hikaru Utada war Yaiko die dritte japanische Sängerin, die einen MTV Unplugged Auftritt hatte. Ihr Song Buzzstyle wurde im Jahr 2001 unter dem Titel Buzzstyle (Find My Way) durch die irische Girlband Bellefire in Japan auch als englische Version veröffentlicht.

## Diskografie

### Alben
| Jahr | Titel                                       | Höchstplatzierung, Gesamtwochen, AuszeichnungChartsChartplatzierungen (Jahr, Titel, Platzierungen, Wochen, Auszeichnungen, Anmerkungen) | Anmerkungen                                        |
| Jahr | Titel                                       | JP | Anmerkungen                                        |
| ---- | ------------------------------------------- | --- | -------------------------------------------------- |
| 2000 | Daiya-Monde                                 | JP1 Platin · (36 Wo.)JP | Erstveröffentlichung: 25. Oktober 2000             |
| 2001 | Candlize                                    | JP1 ×2Doppelplatin · (15 Wo.)JP | Erstveröffentlichung: 31. Oktober 2001             |
| 2002 | Yaiko U.K. Completion                       | JP11 (5 Wo.)JP | Erstveröffentlichung: 23. Januar 2002 Kompilation  |
| 2002 | I/flancy                                    | JP1 Platin · (19 Wo.)JP | Erstveröffentlichung: 9. Oktober 2002              |
| 2003 | Music Pool 2002                             | JP13 (5 Wo.)JP | Erstveröffentlichung: 19. Februar 2003 Kompilation |
| 2003 | Air/Cook/Sky                                | JP2 ×2Doppelplatin · (12 Wo.)JP | Erstveröffentlichung: 29. Oktober 2003             |
| 2004 | Single Collection                           | JP3 Platin · (24 Wo.)JP | Erstveröffentlichung: 28. Juli 2004 Kompilation    |
| 2004 | Yaiko’s Selection                           | JP30 (6 Wo.)JP | Erstveröffentlichung: 1. Dezember 2004 Kompilation |
| 2005 | Here Today – Gone Tomorrow                  | JP3 Gold · (9 Wo.)JP | Erstveröffentlichung: 15. August 2005              |
| 2005 | Sound Drop MTV Unplugged+Acoustic Live 2005 | JP29 (3 Wo.)JP | Erstveröffentlichung: 7. Dezember 2005 Kompilation |
| 2006 | It’s a New Day                              | JP13 (9 Wo.)JP | Erstveröffentlichung: 22. November 2006            |
| 2008 | Colorhythm                                  | JP10 (6 Wo.)JP | Erstveröffentlichung: 5. März 2008                 |
| 2009 | The Best of Hitomi Yaida                    | JP15 (4 Wo.)JP | Erstveröffentlichung: 18. Februar 2009 Kompilation |
| 2011 | Vivid Moments                               | JP14 (6 Wo.)JP | Erstveröffentlichung: 19. Mai 2011                 |
| 2011 | Golden ☆ Best Yaida Eyes                    | — | Erstveröffentlichung: 8. Oktober 2011 Kompilation  |
| 2012 | Panodrama                                   | JP36 (3 Wo.)JP | Erstveröffentlichung: 26. September 2012           |
| 2013 | 123456                                      | JP41 (2 Wo.)JP | Erstveröffentlichung: 18. September 2013           |
| 2016 | Time Clip                                   | JP19 (3 Wo.)JP | Erstveröffentlichung: 2. März 2016                 |
| 2019 | Beginning                                   | JP16 (3 Wo.)JP | Erstveröffentlichung: 14. August 2019              |
| 2020 | Keep Going                                  | JP35 (2 Wo.)JP | Erstveröffentlichung: 12. Februar 2020             |
| 2020 | Sharing                                     | JP24 (2 Wo.)JP | Erstveröffentlichung: 14. Oktober 2020             |
| 2022 | オールライト Alright                        | JP26 (2 Wo.)JP | Erstveröffentlichung: 7. September 2022            |

### Singles
| Jahr | Titel Album                                                                                | Höchstplatzierung, Gesamtwochen, AuszeichnungChartsChartplatzierungen (Jahr, Titel, Album, Platzierungen, Wochen, Auszeichnungen, Anmerkungen) | Anmerkungen                              |
| Jahr | Titel Album                                                                                | JP | Anmerkungen                              |
| ---- | ------------------------------------------------------------------------------------------ | --- | ---------------------------------------- |
| 2000 | Howling –                                                                                  | JP50 (9 Wo.)JP | Erstveröffentlichung: 3. Mai 2000        |
| 2000 | B’coz I Love You –                                                                         | JP16 (13 Wo.)JP | Erstveröffentlichung: 12. Juli 2000      |
| 2000 | I Like 2 –                                                                                 | — | Erstveröffentlichung: 15. September 2000 |
| 2000 | My Sweet Darlin’ –                                                                         | JP8 Gold · (16 Wo.)JP | Erstveröffentlichung: 4. Oktober 2000    |
| 2001 | Darling Darling –                                                                          | — | Erstveröffentlichung: 1. Januar 2001     |
| 2001 | I’m Here Saying Nothing –                                                                  | JP4 (13 Wo.)JP | Erstveröffentlichung: 24. Januar 2001    |
| 2001 | Look Back Again / Over the Distance –                                                      | JP3 Platin · (17 Wo.)JP | Erstveröffentlichung: 27. Juni 2001      |
| 2001 | Buzzstyle –                                                                                | JP3 Gold · (8 Wo.)JP | Erstveröffentlichung: 27. September 2001 |
| 2002 | Ring My Bell –                                                                             | JP6 Gold · (5 Wo.)JP | Erstveröffentlichung: 27. März 2002      |
| 2002 | Andante (アンダンテ) Andante –                                                             | JP5 (7 Wo.)JP | Erstveröffentlichung: 10. Juli 2002      |
| 2002 | Mikansei no Melody (未完成のメロディ) Unfinished Melody –                                  | JP9 (8 Wo.)JP | Erstveröffentlichung: 4. Dezember 2002   |
| 2003 | Koduku na Cowboy (孤独なカウボーイ) Lonely Cowboy –                                        | JP9 Gold · (8 Wo.)JP | Erstveröffentlichung: 23. April 2003     |
| 2003 | Hitori Jenga (一人ジェンガ) Single Person Jenga –                                          | JP6 Gold · (8 Wo.)JP | Erstveröffentlichung: 10. September 2003 |
| 2004 | Chapter01 / Marble-iro no Hi (Chapter01 / マーブル色の日) Chapter01 / Marble-colored Day – | JP13 (7 Wo.)JP | Erstveröffentlichung: 17. März 2004      |
| 2004 | Monochrome Letter (モノクロレター) Monochrome Letter –                                     | JP12 (4 Wo.)JP | Erstveröffentlichung: 27. Oktober 2004   |
| 2005 | Mawaru Sora (マワルソラ) Spinning Sky –                                                    | JP14 (4 Wo.)JP | Erstveröffentlichung: 6. Juli 2005       |
| 2006 | Go My Way –                                                                                | JP13 (8 Wo.)JP | Erstveröffentlichung: 15. März 2006      |
| 2006 | Startline –                                                                                | JP22 (4 Wo.)JP | Erstveröffentlichung: 21. Juni 2006      |
| 2006 | Hatsukoi (初恋) First Love –                                                               | JP27 (5 Wo.)JP | Erstveröffentlichung: 1. November 2006   |
| 2007 | I Love You no katachi / haneyume (I Love Youの形 / ハネユメ) –                             | JP11 (4 Wo.)JP | Erstveröffentlichung: 10. Oktober 2007   |
| 2011 | Simple is Best –                                                                           | JP25 (3 Wo.)JP | Erstveröffentlichung: 9. Februar 2011    |
| 2011 | Dojo Mitaina Love (同情みたいなLove) –                                                     | JP17 (2 Wo.)JP | Erstveröffentlichung: 20. April 2011     |
| 2011 | 間違いだらけのダイアリー A Diary Full of Mistakes –                                        | JP50 (2 Wo.)JP | Erstveröffentlichung: 30. November 2011  |
| 2012 | Mogitate no Yūutsu (もぎたての憂鬱) –                                                      | JP33 (2 Wo.)JP | Erstveröffentlichung: 11. Juli 2012      |

### Videoalben
| Jahr | Titel                                         | Höchstplatzierung, Gesamtwochen, AuszeichnungChartsChartplatzierungen (Jahr, Titel, Platzierungen, Wochen, Auszeichnungen, Anmerkungen) | Anmerkungen                             |
| Jahr | Titel                                         | JP | Anmerkungen                             |
| ---- | --------------------------------------------- | --- | --------------------------------------- |
| 2001 | The First Reflection                          | JP5 (4 Wo.)JP | Erstveröffentlichung: 25. April 2001    |
| 2001 | Hitomi Yaida 2001 Summer Live Sound of Clover | JP9 (3 Wo.)JP | Erstveröffentlichung: 28. November 2001 |
| 2002 | Candle in the Lives                           | — | Erstveröffentlichung: 3. Juli 2002      |
| 2002 | Candle in the Eyes                            | — | Erstveröffentlichung: 3. Juli 2002      |
| 2002 | Casket of Candleyes                           | JP7 (2 Wo.)JP | Erstveröffentlichung: 3. Juli 2002      |
| 2003 | Sparkles of Light                             | — | Erstveröffentlichung: 29. März 2003     |
| 2004 | Live Completion ‘03: I Can Fly, Can You?      | JP12 (8 Wo.)JP | Erstveröffentlichung: 28. Januar 2004   |
| 2005 | Hitomi Yaida Music in the Air: Dome Live 2004 | JP10 (5 Wo.)JP | Erstveröffentlichung: 16. Februar 2005  |
| 2005 | Hitomi Yaida MTV Unplugged                    | JP43 (2 Wo.)JP | Erstveröffentlichung: 7. Dezember 2005  |
| 2008 | Hitomi Yaida Colorock Live 2008               | JP66 (2 Wo.)JP | Erstveröffentlichung: 25. Juni 2008     |
| 2009 | Hitomi Yaida Music Video Collection           | JP25 (3 Wo.)JP | Erstveröffentlichung: 18. Februar 2009  |